# Waterham
Waterham – osada w Anglii, w hrabstwie Kent, w dystrykcie Swale. Leży 32 km na wschód od miasta Maidstone i 79 km na wschód od centrum Londynu.